# Pehr Osbeck
Pehr Osbeck (Hålanda, 1723 – Våxtorp, 23 dicembre 1805) è stato un esploratore e naturalista svedese.
Nacque nella parrocchia di Hålanda, nel Västergötland, e studiò a Uppsala con Carolus Linnaeus. Nel 1750–1752 viaggiò come cappellano sulla nave Prins Carl in Asia, dove trascorse quattro mesi studiando la flora, la fauna e la popolazione della regione cinese di Canton. Ritornò a casa giusto in tempo per contribuire con più di 600 specie di piante allo Species Plantarum di Linnaeus, pubblicato nel 1753.

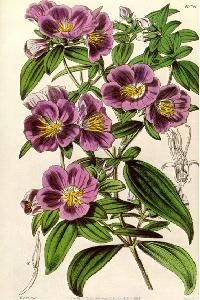
Osbeckia chinensis, disegno di Osbeck

Nel 1757 pubblicò il diario del suo viaggio in Cina, Dagbok öfwer en ostindisk Resa åren, che venne tradotto in tedesco nel 1762 e in inglese nel 1771.
Finì la sua carriera come prete della parrocchia di Våxtorp e Hasslöv, nell'Halland, dove morì nel 1805.
Le sue vaste collezioni sono conservate in Svezia e nel Regno Unito. Viene commemorato dal genere Osbeckia L., piante della famiglia Melastomataceae.